# Кабальеро, Марк
Марк Кабальеро (англ. Mark Caballero) — американский продюсер, сценарист, режиссёр, художник-мультипликатор. Известен в основном по короткометражным фильмам студии Screen Novelties.

## Биография
Марк Кабальеро родился 15 декабря 1968 года в США. Является человеком испанского происхождения. Его дядя работал киноактёром, родители были научными работниками — докторами и учёными.
После окончания средней школы, Марк поступил в кафедру «UCLA Extension», где познакомился с Шеймусом Уолшом. С 1988 года они начали создавать анимационные мультфильмы, такие как «Старик и гоблины», «Сафари монстров», «Кладбище Джамбори и Таинственного Моса» и другие.
В 2003 году они совместно с Крисом Финегэном открыли свой собственный анимационный бизнес, основав студию «Screen Novelties».

## Фильмография
- 1998: Skullmonkeys (видеоигра) — ассистент аниматора
- 1998: Старик и гоблины — режиссёр
- 1998—2002: Звёздные бои насмерть — аниматор
- 2002: The Story of «The Tortoise & the Hare» — режиссёр, продюсер, аниматор
- 2004: Green Screen Show — аниматор
- 2004: Губка Боб Квадратные Штаны — аниматор
- 2005—2007: Моральный Орёл — режиссёр анимации, аниматор
- 2006: Робоцып — аниматор
- 2007: Сафари монстров — создатель, сценарист, режиссёр, продюсер, аниматор
- 2007: Чаудер — аниматор
- 2008—2009: Удивительные злоключения Флэпджека — аниматор
- 2009—2017: Губка Боб Квадратные Штаны
  - 2009: Truth or Square — аниматор заставки
  - 2011: Морозные гонки — аниматор, режиссёр
  - 2012: Губка Боб празднует Рождество — аниматор, дизайнер персонажей, режиссёр
  - 2017: Жуткая легенда Бикини Боттом — аниматор, дизайнер персонажей, режиссёр
- 2016: Харви Бикс — режиссёр